# Cosimo Boscaglia
Cosimo Boscaglia (c. 1550 – 1621) foi um professor de filosofia da Universidade de Pisa, Itália. É a primeira pessoa conhecida a acusar Galileu Galilei de possível heresia por defender o sistema heliocêntrico de Nicolau Copérnico, em 1613.